# スキ☆メロ
『スキ☆メロ』は、2008年6月25日にゆうこりんれーべるよりリリースされた、小倉優子の4枚目のシングル（インディーズの『ウキウキりんこだプー』とデュエット曲『帰ってきたケロッ!とマーチ』を含めると6枚目）。

## 収録曲
出典：
1. スキ☆メロ
作詞:大宮エリー　作曲:富貴晴美
2. スキ☆メロ(カラオケ)